# Модальний реалізм
Модальний реалізм (англ. Modal realism) — гіпотеза, запропонована Девідом Льюїсом, яка припускає, що всі можливі світи такі ж реальні, як і фактичний світ.
Ця думка ґрунтується на наступних принципах:
- можливі світи існують;
- можливі світи не відрізняються за своєю природою від реального світу;
- можливі світи є незводимими об'єктами;
- термін «фактичний» в фактичному світі є індексним, тобто будь-який предмет може оголосити, що його світ існує, коли він називає місце, де він є «тут» і час, коли він є «зараз».

## Термін«можливий світ»
Термін походить з теорії Лейбніца про можливі світи. Лейбніц використовував його для аналізу необхідності, можливості та аналогічних модальних понять. Спрощено можна сказати, що фактичний світ розглядається лише як один серед нескінченної кількості логічно можливих світів, просто деякі з них «ближчі» до реального світу, а деякі віддаленіші. Твердження є обов'язковим, якщо воно є правдою у всіх можливих світах, і можливим, якщо воно є правдою принаймні в одному зі світів.

## Основні положення модального реалізму
В основі модального реалізму Девіда Льюїса лежить шість центральних положень про можливі світи:
1. Можливі світи існують — вони такі ж реальні, як і наш світ;
2. Можливі світи такого ж роду речей, як наш світ— вони відрізняються за змістом, але не за виглядом;
3. Можливі світи не можуть бути зведені до чогось більш фундаментального — вони є нескорочуваними об'єктами за їх власним правом.
4. Фактичність є індексною. Якщо ми виділяємо наш світ з інших можливих світів, стверджуючи, що лише він є фактичним, ми маємо на увазі лише те, що це наш світ.
5. Можливі світи об'єднані просторово-часовими взаємозв'язками їх частин, кожний світ ізольований просторово-тимчасово від будь-якого іншого світу.
6. Можливі світи причинно ізольовані один від одного.

## Причини, визначені Льюїсом
Льюїс підтримує гіпотезу модального реалізму через низку причин. По-перше, немає причини не підтримувати її. Багато абстрактних математичних об'єктів існують просто тому, що вони корисні. Наприклад, є корисними множини — абстрактні математичні конструкції, які були винайдені лише в 19 столітті. Останнім часом множини вважаються об'єктами самі по собі, і хоча це філософськи не інтуїтивна ідея, користь у розумінні роботи математики створює віру в їхню доцільність. Такий же погляд можливий на можливі світи. Оскільки ці структури допомогли розібратися в ключових філософських концепціях епістемології, метафізики, філософії свідомості, тощо, їхнє існування має бути некритично прийняте на прагматичних засадах.
Льюїс вважає, що концепція алетичної модальності може бути зменшена, щоб говорити про реальні можливі світи. Наприклад, сказати «х — можливий» означає сказати, що існує можливий світ, де х існує. Сказати «х — існує» означає сказати, що у всіх можливих світах х існує. Звернення до можливих світів забезпечує свого роду економію з найменшою кількістю невизначених первісностей/аксіом в нашій онтології.
Приймаючи цей останній пункт ще далі на один крок, Льюїс стверджує, що модальність не може мати сенсу без такої редукції. Він стверджує, що ми не можемо визначити, чи є х можливим без поняття про те, як виглядав би реальний світ, де існує х. При вирішенні питання, чи можуть баскетбольні м'ячі бути всередині атомів, ми не робимо лінгвістичного визначення, чи зв'язне твердження граматично коректне, ми насправді думаємо про те, чи зможе реальний світ витримати такий стан справ. Таким чином ми вимагаємо якості від модального реалізму, якщо ми хочемо використовувати модальність взагалі.

## Деталі та альтернативи
У філософії можливі світи зазвичай розцінюються як реальні але абстрактні можливості, або іноді як проста метафора, абревіатури або façon de parler (звороти мови) для множин умовних контрафактичних суджень.
Сам Льюїс не тільки вимагав ставитися до модального реалізму серйозно (хоча він дійсно шкодував про свій вибір вираження модального реалізму), він також наполягав, щоб його вимоги були сприйняті буквально.

## Критичні зауваження
В той час як це може здаватися, просто екстравагантний рахунок модальності, модальний реалізм, виявилося, був історично досить еластичний. Тим не менш, багато філософів, включаючи самого Льюїса, зробили критичні зауваження про можливі світи.

### Власний критичний аналіз Льюїса
Власне розширене уявлення Льюїсом теорії (множинності світів, 1986) піднімає і потім протистоїть кільком аргументаціям проти нього. Ця робота вводить не тільки теорію, але й її застосування серед філософів. Багато заперечень, які продовжують видаватися, як правило, є варіаціями на одній або інших лініях, які Льюїс вже встиг обговорити.
Ось деякі головні категорії заперечення:
- Катастрофічна парадоксальність Теорія не узгоджується з нашими найглибшими уявленням про дійсності. Це іноді називають «недовірливим пильним поглядом», так як він відчуває нестачу у агругентованості змісту та є просто вираженням образи через те, що теорія представляє «здоровому глузду» філософське і предфілософське православ'я. Льюїс зацікавлений у тому, щоб підтримати позбавлення від здорового глузду в цілому: «Здоровий глузд — міцний розділ науки — несистематична народна теорія — якому у всякому разі ми дійсно віримо; і я припускаю, що ми розумні, щоб вірити йому.» (1986, p. 134). Льюїс вважає, що розумний аргумент і вага таких міркувань як теоретична ефективність змушують нас приймати модальний реалізм. Нарешті він стверджував, що льтернативи самі по собі можуть бути показані, щоб зробити висновки для наших моральних уявлень.
- Підвищена онтологія Деякі[1] заперечують, що модальний реалізм обумовлює занадто багато суті, порівняно з іншими теоріями. Через це вони сперечаються, уражені бритвою Оккама, згідно з якою ми повинні віддати перевагу, при інших рівних умовах, тим теоріям, які постулюють найменшу кількість суб'єктів. Відповідь Льюїса полягає в тому, що усі речі  не рівні, і в особливих змаганнях вважається, що можливі світи постулюють більше класів сутностей, так як повинен бути не тільки один реальний «конкретний» світ (дійсний світ), а багато світів різних класів в цілому(«абстрактні» в деякому роді або інші).
- Занадто багато світів Це — можливо, варіація попередньої категорії, але вона спирається на звернення до математичної правильності, а не на принципи Оккама. Деякі стверджують, що принципи Льюїса «світобудови» (має на увазі, що ми могли б встановити існування подальших світів переоб'єднанням частин світів, які, на нашу думку, вже існують) є занадто поблажливими. Вони настільки марні що, фактично, загальна кількість світів має перевищити те, що є математично послідовним. Льюїс допускає, що існують труднощі і тонкість, щоб звернутися до цієї частини (1986, стор. 89-90). Деніел Нолан («Переоб'єднання неспоріднених»,  Філософські дослідження , 1996, тому 84, стр.   .. 239—262), встановлює стійкий аргумент проти певних форм заперечення; але варіації на ньому продовжують з'являтися.
- Острови всесвіту За версією своєї теорії, Льюїс схвалює, що кожен світ відмінний від будь-якого іншого світу, будучи просторово і тимчасово ізольованим від нього. Деякі заперечують, що у світі співіснують просторово-тимчасовим чином ізольовані всесвіти («острова Всесвіту»), тому теорія Льюїса неможлива(дивись, наприклад, Бігелоу Джон і Парджетер Роберт «За порожній погляд», THEORIA, 1987, т. 53, стор. 97-114). Усвідомлення Льюїса цих труднощів заподіяло йому незручність; але він міг би відповісти, що інші засоби розрізнення світів можуть бути доступними, або навпаки, що іноді неминуче буде подальше здивування і парадоксальні наслідки — поза межами того, що ми думали зробити себе на початку нашої розвідки. Але цей факт сам по собі не новина.
- Математична реальність проти фізичної Інша критика, орієнтована проти модального реалізму, безумовно відносилася до його математичного виразу, гіпотези математичного всесвіту Макса Тегмарка, те чому прирівнює математичну дійсність до фізичної дійсності:

Фізичне існування — щось, про що у нас є певний досвід. Ми, ймовірно, не можемо визначити його, але, як і багато інших речей, ми відчуваємо труднощі при визначенні, ми знаємо це, коли ми бачимо його. Математичне існування — набагато простіша річ, але її набагато легше визначити. Математичне існування просто означає логічну послідовність: це все, що необхідно для математичного судження, щоб бути «вірним». (Пагорб, 2002, стор 279-80)
Поширена тема в відповідях Льюїса критикам модального реалізму — це використання tu quoque аргументу: ваш обліковий запис зазнав би невдачі просто тим же самим способом, яким Ви стверджуєте, що мій зазнав би. Головна евристична гідність теорії Льюїса — те, що це досить виразно для заперечень, щоб отримати деяку точку опори; але ці заперечення, коли вони чітко сформульовані, можуть тоді бути переформульовані в рівній мірі по відношенню до інших теорій онтології і гносеології можливих світів.

### Відповідь Сталнекера
Роберт Сталнекер розуміє, що положення в кінцевому рахунку ненадійні. Він сам просуває «помірний» реалізм про можливі світи, які він називає модальним актуалізмом (так як він вважає, що все, що існує, насправді фактичне, і що немає ніяких «просто можливих» речей). Зокрема Сталнекер не приймає спробу Льюїса стверджувати на основі передбачуваної аналогії з епістемологічних заперечень проти математичного платонізму, що, віра в можливі світи, так як він (Льюїс) уявляє їх, не менш розумно, ніж віра в математичне існування, таких як множини або функції.

### Відповідь Кріпке
Саул Кріпке описав модальний реалізм, як «повністю помилковий», «неправильний», та «небажаний». Кріпке стверджував, що можливі світи не походили на віддалені країни, щоб бути виявленими. Кріпке також піддав критиці модальний реалізм за його впевненість у теорії дублікатів, яку він розцінив як ненадійну.